# Zdzisław Żygulski (historyk sztuki)

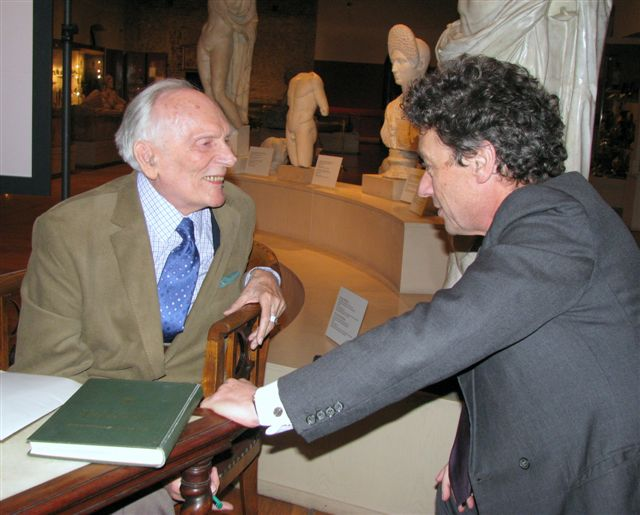
Zdzisław Żygulski junior w rozmowie z Adamem Zamoyskim – Kraków, 8 listopada 2009

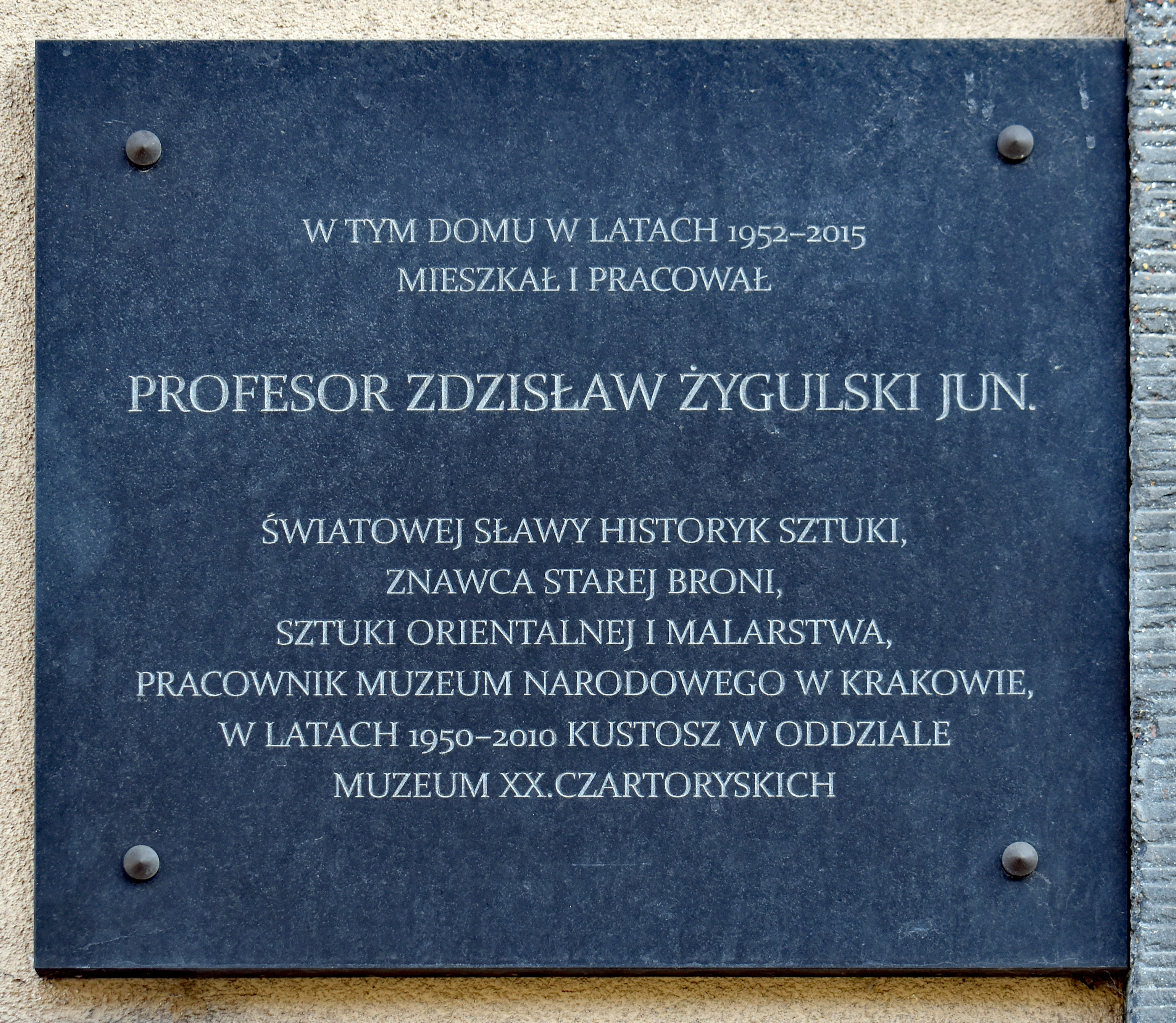
Tablica pamiątkowa w Krakowie, ul. Z. Dunin-Wąsowicza 12

Zdzisław Żygulski jun. (ur. 18 sierpnia 1921 w Borysławiu, zm. 14 maja 2015 w Krakowie) – polski historyk sztuki, teoretyk sztuki, profesor nauk humanistycznych (1978); od 1984 profesor Akademii Sztuk Pięknych im. Jana Matejki w Krakowie.

## Życiorys
Syn Zdzisława Żygulskiego seniora (1888–1975). W latach 1927–1931 był uczniem Szkoły Powszechnej i Gimnazjum im. Henryka Jordana we Lwowie, prowadzonej przez wybitnego pedagoga Mieczysława Kistryna, następnie (1931–1939) IIII Gimnazjum im. Króla Stefana Batorego.
Wykładał w Akademii Sztuk Pięknych w Krakowie, a także na uniwersytetach amerykańskich. Był członkiem Polskiej Akademii Umiejętności i Komitetu Nauk o Sztuce Polskiej Akademii Nauk. Honorowy prezes Stowarzyszenia Miłośników Dawnej Broni i Barwy. W latach 1975–1981 był prezesem Międzynarodowego Stowarzyszenia Muzeów Broni i Historii Wojskowej. Członek Stowarzyszenia Historyków Sztuki. 
Autor 32 książek i około 200 artykułów. W latach 1949–2010 był kustoszem Muzeum Książąt Czartoryskich w Krakowie.
W 1989 w magazynie Muzeum Historycznego we Lwowie odnalazł obraz „Bitwa pod Grunwaldem” autorstwa Tadeusza Popiela i Zygmunta Rozwadowskiego.
W 1997 otrzymał Nagrodę Miasta Krakowa. 19 października 1998 został odznaczony Krzyżem Komandorskim Orderu Odrodzenia Polski za wybitne zasługi dla kultury polskiej. W 2007 otrzymał Brązowy Medal Cracoviae Merenti.
Jego żoną była rzeźbiarka Ewa Żygulska, z którą miał syna plastyka prof. ASP Romana Żygulskiego (1951–2014). Był młodszym bratem prof. Kazimierza Żygulskiego.

## Publikacje
- Broń w dawnej Polsce na tle uzbrojenia Europy i Bliskiego Wschodu (1975, 1982)
- Stara broń w zbiorach polskich (1982, 1987)
- Broń wschodnia. Turcja, Persja, Indie, Japonia (1983, 1986)
- Kostiumologia (1972)
- Muzea na świecie. Wstęp do muzealnictwa (1982)
- Dzieje polskiego rzemiosła artystycznego (1987)
- Sztuka turecka (1988)
- Sztuka islamu w zbiorach polskich (1989)
- Odsiecz Wiednia 1683 (1994)
- Sławne bitwy w sztuce (1997)
- Broń starożytna. Grecja, Rzym, Galia, Germania (1998)
- Polska. Broń wodzów i żołnierzy (1998)
- Słownik uzbrojenia historycznego (1998); współautor: Michał Gradowski
- Światła Stambułu (DiG 1999)
- Sztuka perska (DiG 2002)
- Sztuka mauretańska i jej echa w Polsce (DiG 2006)
- Dzieje zbiorów puławskich. Świątynia Sybilli i Dom Gotycki (2009 – publikacja pracy doktorskiej z 1962)